# Giuliano Bacchi
Giuliano Bacchi (Buenos Aires,  3 de agosto de 1992) es un productor teatral argentino miembro de la Asociación Argentina de Empresarios Teatrales (AADET).

## Infancia y adolescencia
Nació en el barrio de Floresta y estudio en los colegios Mater Dolorosa (donde realizó la escuela primaria) y en el Instituto Evangélico Americano (secundaria).
Su vida transcurrió en un teatro. Hijo de Carlos Bacchi (importante productor argentino) paso su infancia en los pasillos de los camarines de los teatros más importantes de la Avenida Corrientes de Buenos Aires, jugando y convirtiendo los teatros donde se desarrollaban las míticas revistas de Artaza y Cherutti, en su parque de diversiones.

## Inicios profesionales
A la edad de 13 años comenzó a trabajar como cadete en Faroni Producciones (La empresa teatral más importante en aquel momento en Latinoamérica, llegando a realizar 17 producciones en simultáneo).
Posteriormente fue asistente de dirección de Gerardo Sofovich y luego, junto a su padre y Ariel Diwan formaron DIWAN BACCHI PRODUCCIONES, llevando adelante por cuatro años la producción y programación del Teatro Broadway de Buenos Aires,

## Bacchi Producciones
Junto a su padre crearon Bacchi Producciones, empresa que hoy, luego de su fallecimiento, sigue presidiendo Giuliano y realizaron una innumerable cantidad de espectáculos tanto en Argentina como en países limítrofes habiendo producido espectáculos de autores de renombre como ser Neil Simon (Rumors) , Marc Camoletti (Boeing Boeing) , Ray Cooney (Taxi) , Jean Poirett (La cage aux folles), Stephen King (Misery), Carlos Gorostiza (Aeroplanos), entre muchísimos otros y teniendo en sus elencos  a artistas como Federico Luppi, Pepe Soriano, Betiana Blum, Juan Carlos Copes, Valeria Lynch, Patricia Sosa, Sandra Mianovich, China Zorrilla, Alberto Podestá, Virginia Luque, Moria Casán, Raúl Lavie, Hugo Varela, Carmen Barbieri, Pepe Cibrian Campoy, Cecilia Milone, Rodolfo Ranni, Gerardo Sofovich, Nito Artaza, Graciela Borges, María Valenzuela, Carlos Andrés Calvo, el campeón mundial de magia Adrián Guerra, Luis Landrisina, muchos otros más.

## Teatro en Auto
En el año 2020 una pandemia azotó al mundo (COVID-19) y los artistas y trabajadores teatrales se vieron imposibilitados de trabajar en teatros para prevenir los contagios, es por eso que junto a Nito Artaza y Cecilia Milone crearon TEATRO EN AUTO y gracias a eso muchísimas personas en  cientos de automóviles por primera vez y busca ser una nueva forma de espectáculo de “auto teatro” durante la pandemia de coronavirus, que cambió los clásicos aplausos del final por sonoros bocinazos.
El lugar funcionaba casi todas las noches como un  autocine –aquella vieja tradición que se vivió en la Argentina entre las décadas de 1960 y 1980- y durante la pandemia, como una alternativa segura de esparcimiento, abrió también sus puertas en los municipios de San Isidro y Ezeiza.
Teatro en Auto abrió sus puertas oficialmente en La Rural con estrictos protocolos de bioseguridad desde el ingreso al playón de estacionamiento, como las condiciones de permanencia y salida. 

## Espectáculos Realizados
- Por tu Padre[2] (obra de Dib Caneiro Neto con Federico Luppi y Adrián Navarro, dirección: Miguel Cavia)
- Nosotras que nos queremos tanto (obra de Miguel Falavella con Marta González, Dorys del Valle, Cristina del Valle y Victoria Carreras, dirección Víctor García Peralta)
- Smail (de Aníbal Pachano)
- Panam y sus princesas (Con Laura Franco)
- La revista de Buenos Aires (Con Patricia Sosa, Raúl Lavié, Miguel Ángel Rodríguez, Marcelo Polino, María Eugenia Rito, Chiqui Abecasis, Valeria Archimó y el ballet de Pecky Land . Dirección: Reyna Reech)
- La revista de Buenos Aires (Con Moria Casán, Raúl Lavié, Miguel Ángel Rodríguez, Chiqui Abecasis, Valeria Archimó y el ballet de Pecky Land)
- Departamento por un día (de Hugo Sofovich, con Norma Pons, Daniel Araoz, Beto César, Ximena Capristo, Dallys Ferreyra y Carolina Oltra. Dirección de Ernesto Medela)
- Y donde esta papá? (comedia de Ray Cooney  con Rodolfo Ranni, Alberto Martin, Cecilia Milone, Rolly Serrano, Mario Alarcon y Betty Villar, con la dirección de Carlos Olivieri)
- Buenas Noches Buenos Aires (espectáculo musical con Virginia Luque, Alberto Podesta, Hugo Del Carril h, Alberto Bianco y gran elenco)
- Camino Negro (obra de Oscar Viale y Alberto Alejandro Lapadula con Rodolfo Ranni, Luciano Castro y Romina Ricci en sociedad con Darío Arellano)
- La Noche de la Basura (obra de Beto Gianola con Rodolfo Ranni y Ana Acosta)
- Raúl Lavie y el sexteto mayor
- Todo lo que usted quiere saber y ahora el puede contar (unipersonal de Beto César)
- 33 son mejores[3] (Espectáculo humorístico musical de Hugo Varela)
- Aeroplanos (obra del maestro Carlos Gorostiza con Rodolfo Ranni y Mario Pasik, dirigida por Daniel Marcove)
- Adictas a vos (comedia escrita y dirigida por Marcos Carnevale con Betiana Blum, María Valenzuela, Cecilia Dopazo, Esmeralda Mitre y Erika de Sautu Riestra)
- Explosivo[4] (Espectáculo humorístico musical de Hugo Varela)
- Jardín de otoño (con Carlos Perciavalle, Guillermo Gil y Julián La Bruna)
- La Leyenda Continúa (espectáculo humorístico musical con Nito Artaza, Miguel Ángel Cherutti y el ballet de Pecky Land)
- Encuentro de Genios (comedia escrita por Beto Casela con Alejandro Fiore, Pablo Novak, Juan Palomino y Gerardo Baamonde dirigidos por Roberto Antier
- Segunda Vuelta (espectáculo revisteríl protagonizado por Nito Artaza, Cecilia Milone, Miguel Ángel Cherutti, Valeria Archimó, Matias Santoiani, Sergio López, Adrián Guerra y el ballet de Pecky Land)
- Mujeres de Ceniza (comedia producida por Aldo Funes con Nora Carpena, Mercedes Carreras, Zulma Faiad y Adriana Salgueiro con la dirección de Roberto Antier)
- El loro Calabrés (espectáculo de Pepe Soriano)
- Inimitable (Unipersonal de Miguel Ángel Cherutti)
- Mañana, el show (espectáculo en formato de TEATRO EN AUTO con Nito Artaza, Cecilia Milone, Costa, la maga Abril, y gran elenco)
- Luli Forever (espectáculo en formato de TEATRO EN AUTO con Pablo Angeli)
- Master Tango  (espectáculo en formato de TEATRO EN AUTO con Cecilia Milone y gran elenco)
- Ráfaga (concierto en formato de TEATRO EN AUTO de la banda tropical)
- El Polaco (concierto en formato de TEATRO EN AUTO del artista tropical)
- La Nueva Luna (concierto en formato de TEATRO EN AUTO de la banda tropical)
- El Barrilete Cómico (espectáculo unipersonal de Nito Artaza)
- Tributo al Sol, Luis Miguel, en concierto
- Habla Marica (Unipersonal de Pepe Cibrian Campoy)
- Princesas (comedia de Pepe Cibrian Campoy con Marta González, Esmeralda Mitre y Pepito Cibrian)
- Los 80 están de vuelta (espectáculo humorístico musical con Cecilia Milone, Nito Artaza y elenco)
- La Pipa de la Paz (comedia de Alicia Muñoz con Betiana Blum y Sergio Surraco)
- Lo mejor de Nito y Cherutti (music hall protagonizado por Nito Artaza, Miguel Angel Cherutti y Bianca Cherutti)
- Únicos (show humorístico musical con Miguel Ángel Cherutti y Bianca Cherutti)
- Vale con Bigote
- El Enganche con Arnaldo Andre dirigida por Osvaldo Laport
- Inigualables con Carmen Barbieri, Nito Artaza, Miguel Angel Cherutti y  la maga Abril.
- Festival Patria con Pancho Figueroa, Peteco Carabajal, Nestor Garnica , Guillermo Fernández y gran elenco.
- Hola+30 con @holaestapablo
- Toy sin Plata (music hall protagonizado por Nito Artaza, Miguel Angel Cherutti en el Teatro Astral
- Festival Patria Segunda edición con Juan Carlos Baglieto, Lucio Rojas y Lito Vitale